# Marcel Deprez

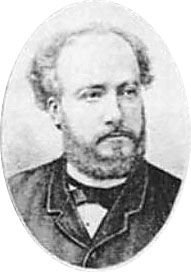
Marcel Deprez

Marcel Deprez (Aillant-sur-Milleron, 12 december 1843 - Vincennes, 13 oktober 1918) was een Frans natuurkundige en elektrotechnicus. Hij was een pionier op het gebied van elektriciteitstransport via bovengrondse leidingen en voerde van 1876 tot 1886 verschillende experimenten uit om elektrische energie te transporteren over grote afstanden.

## Biografie
In de jaren 1870 tot 1880 had Deprez relatief veel invloed met zijn mening dat wisselstroom voor elektriciteitstransport over grote afstanden niet geschikt was. Daar het technici nog niet gelukt was geschikte wisselstroomgeneratoren en -motoren te ontwikkelen, ging hij voor gelijkstroom.
Tijdens de Internationale Elektriciteitstentoonstelling van 1881 in Parijs presenteerde hij zijn ideeën over elektriciteitstransport van gelijkstroom. De eerste succesvolle poging vond plaats in 1882 van Miesbach naar München tijdens de Elektriciteitstentoonstelling die plaatsvond in het Münchener Glaspalast en georganiseerd werd door Oskar von Miller.
Zijn experimenten voerde Marcel Deprez uit in La Chapelle, tussen Grenoble en Vizille (14 km) en tussen Parijs en Creil. Bij deze laatste lijn, die gebruikt werd voor industriële toepassingen, wist hij in 1885 een afstand van 50 km te behalen. Later nam de financiële ondersteuning voor Deprez experimenten steeds verder af, temeer omdat hij van mening verschilde met critici die wisselstroom wilden gaan gebruiken en hij bleef vasthouden aan gelijkstroom.

## Galvanometer
Een van de meest gebruikte galvanometers was de verbeterde versie die Deprez samen met Jacques-Arsène d'Arsonval in 1882 maakte. Daar waar eerdere spiegelgalvanometers bestonden uit een beweegbare permanente magneet die in een stilstaande meetspoel ronddraaide, was dit bij hun ontwerp andersom. De meetspoel, gemaakt van dun geïsoleerd koperdraad, was opgehangen aan een dunne draad en vrij kon ronddraaien tussen de polen van een magneet.